# Bagni di Cefalà Diana

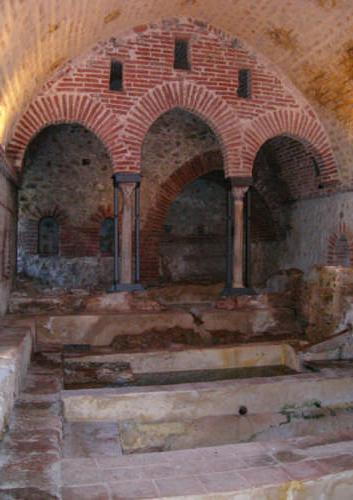
Bagni di Cefalà Diana, Innenansicht

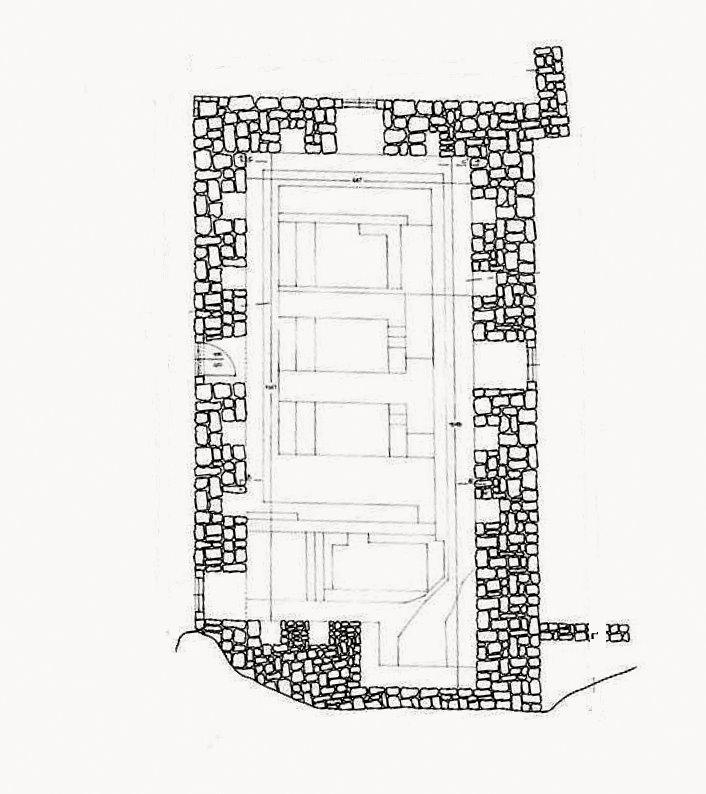
Bagni di Cefalà Diana, Grundriss

Bagni di Cefalà Diana ist ein ehemaliges Thermalbad in Sizilien. Es liegt in einem Gutshof ca. 2 km nordnordöstlich der Gemeinde Cefalà Diana in der Metropolitanstadt Palermo.

## Das Äußere
Das Gebäude hat von außen gesehen die Form eines einfachen Kubus mit ungegliederten Wänden. Lediglich ein Band aus Kalksteinquadern auf halber Höhe gliedert die Fassade. Die Kufi-Inschrift auf diesem Band ist stark verwittert und nicht mehr lesbar.

## Das Innere
Das Innere besteht aus einem einzigen großen Raum, der von einem leicht spitzbogigen Gewölbe gedeckt ist. Der Raum ist durch einen dreifachen Spitzbogen, der auf zwei Säulen mit korinthischen Kapitellen ruht, in zwei ungleich große Bereiche geteilt. In die Mauer oberhalb der Spitzbogen sind drei Fensterdurchbrüche eingelassen.
In dem größeren der beiden Bereiche sind nebeneinander drei Becken in den Boden eingelassen und durch Trennwände voneinander getrennt, der kleinere Bereich enthält nur ein Becken. Teilweise sind die Leitungen zum Befüllen und Leeren der Becken noch erkennbar. Die Becken wurden von in der Nähe gelegenen warmen und kalten Quellen gespeist. Das Quellgebiet gehört heute zu der Riserva naturale orientata Bagni di Cefalà Diana e Chiarastella.

## Geschichte
In der Mauer des Bades sind römische Überreste eingemauert, so dass sich vermutlich bereits in der Antike hier eine Thermenanlage befunden hat. Ob es an dieser Stelle bereits in der Zeit der arabischen Vorherrschaft auf Sizilien ein Badehaus gab oder ob dieses erst unter den Normannen errichtet wurde, ist nicht geklärt.
Gemäß einer früheren Datierung stammen einige Mauern aus der Römerzeit, die Säulen aus der arabischen Epoche und das Band mit der Kufi-Inschrift aus der Normannenzeit. Da aber al-Idrisi die Anlage in der Aufzählung von Thermalbädern in seinem Buch Rogers nicht erwähnt und die Architektur Ähnlichkeit mit dem Baustil unter Wilhelm II. hat, wird angenommen, dass das Gebäude erst in der Spätzeit der Normannenherrschaft entstanden ist.